# Réforme constitutionnelle turque de 2017
réforme de 2010 Dernière en date
La réforme constitutionnelle turque de 2017, autrement qualifiée de réforme sur la présidentialisation ou amendement constitutionnel par le gouvernement turc, constitue une étape du passage des institutions politiques de la république de Turquie d'un régime parlementaire vers un système présidentiel. À la suite de l'adoption complète de l'amendement le 21 janvier 2017 les autorités ont prévu une confirmation par voie référendaire qui s'est déroulé le 16 avril 2017. Les résultats du référendum sont de 51,37 % pour le « oui » et de 48,63 % pour le « non », ce qui fait que le projet de réforme constitutionnel a été entériné par le vote populaire.
Elle se situe dans la continuité de la politique menée par le Parti de la justice et du développement et par Recep Tayyip Erdoğan depuis 2002. La réforme est considérée par ses soutiens comme le renforcement d'institutions démocratiquement élues dans un contexte d'instabilité politique ; par ses opposants comme une dérive autoritaire.

## Contexte
Le Parti de la justice et du développement (AKP) obtient en 2002 la majorité absolue à la Grande Assemblée nationale de Turquie après près de 10 ans d'instabilité politique : après la fin de la domination du Parti de la mère patrie en 1991, la Turquie connaît 9 gouvernements en 10 ans. Après Abdullah Gül (chef du gouvernement de novembre 2002 à mars 2003) Recep Tayyip Erdoğan est élu Premier ministre et préside le Conseil des ministres jusqu'à son élection, au suffrage universel, comme président de la République en août 2014.
En 2014 Recep Tayyip Erdoğan devient le premier président de la République élu au suffrage universel direct, mais les pouvoirs conférés à la fonction, essentiellement protocolaire, restent inchangés.
Du 19 août 2002 aux législatives de juin 2015, l'AKP profite de gouvernements construits sur des majorités absolues à la Grande Assemblée nationale. Cette domination est perdue d'août à novembre 2015 où le Premier ministre Ahmet Davutoğlu est contraint de former un gouvernement provisoire de coalition. Les élections anticipées tenues en novembre 2015 rétablissent l'AKP, mais l'épisode est considéré par le pouvoir comme un dysfonctionnement propre à la nature parlementariste des institutions.
Le vote se tient après une année 2016 marquée par une tentative de coup d'État en juillet 2016 qui a conduit les autorités à l'établissement de l'état d'urgence qui restreignent au nom de la sécurité de l'État les libertés civiles et laisse aux autorités de police des pouvoirs étendus. Dans les mois qui suivent, des milliers de fonctionnaires de toutes les fonctions publiques (l'éducation et l'armée sont les plus touchés) sont sanctionnés, limogés, licenciés ou incarcérés, avec pour explication la plus courante l'appartenance supposée au mouvement Gülen, considéré comme terroriste. Le caractère massif et systématique de ces actions a conduit la société civile, les organisations non-gouvernementales et la presse internationale à la qualifier de purges.
Malgré l'accroissement des pouvoirs conférés à l'exécutif, l'État turc est souvent décrit comme « affaibli », que ce soit en matière de politique intérieure (en particulier depuis 2015) ou de relations internationales et l'enlisement du conflit syrien,.

## Justifications
Le gouvernement turc justifie la réforme constitutionnelle en soulevant plusieurs arguments :
- la « lutte contre le terrorisme », qui concerne :
  - le Parti des travailleurs du Kurdistan ;
  - le mouvement Gülen ;
- le soutien populaire du pouvoir en place qu'incarnent Recep Tayyip Erdoğan et le Parti de la justice et du développement (AKP) ;
- la fin des coalitions nécessaires à la formation de majorités parlementaires, à l'origine d'une instabilité gouvernementale marquée dans les années 1970 et 1990[4] ;
- l'affaiblissement de l'autorité de l'État que constitue la coexistence des deux fonctions potentiellement concurrentes de président de la République et Premier ministre.

## Déroulement
Les discussions commencent à la Grande Assemblée nationale de Turquie le 9 janvier 2017. Le contexte est particulièrement tendu, deux députées sont blessées (Gökcen Özdogan Enç et Şafak Pavey). Le 19 janvier 2017 la députée sans-étiquette Aylin Nazlıaka se menotte au pupitre pour marquer son désaccord,.
Conformément à la Constitution, le vote des articles la modifiant est réalisée à la majorité des trois cinquièmes des suffrages exprimés. Cette majorité de circonstance est obtenue après un accord informel entre les groupes parlementaires du Parti de la justice et du développement (AKP, islamiste conservateur) et du Parti d'action nationaliste (MHP, nationaliste d'extrême-droite). Le MHP a notamment obtenu de l'AKP l'affermissement de positions anti-kurdes,.

## Contenu
L'amendement est constitué d'une suite de 18 articles votés séparément.
| Liste des articles de la réforme | Liste des articles de la réforme | Liste des articles de la réforme | Liste des articles de la réforme | Liste des articles de la réforme | Liste des articles de la réforme | Liste des articles de la réforme | Liste des articles de la réforme | Liste des articles de la réforme | Liste des articles de la réforme | Liste des articles de la réforme | Liste des articles de la réforme | Liste des articles de la réforme | Liste des articles de la réforme | Liste des articles de la réforme | Liste des articles de la réforme | Liste des articles de la réforme | Liste des articles de la réforme | Liste des articles de la réforme | Liste des articles de la réforme | Liste des articles de la réforme | Liste des articles de la réforme |
| Proposition                      | 1                                | 2                                | 3                                | 4                                | 5                                | 6                                | 7                                | 8                                | 9                                | 10                               | 11                               | 12                               | 13                               | 14                               | 15                               | 16                               | 17                               | 18                               | 19                               | 20                               | 21                               |
| -------------------------------- | -------------------------------- | -------------------------------- | -------------------------------- | -------------------------------- | -------------------------------- | -------------------------------- | -------------------------------- | -------------------------------- | -------------------------------- | -------------------------------- | -------------------------------- | -------------------------------- | -------------------------------- | -------------------------------- | -------------------------------- | -------------------------------- | -------------------------------- | -------------------------------- | -------------------------------- | -------------------------------- | -------------------------------- |
| Résultat                         | Oui                              | Oui                              | Oui                              | Oui                              | Non                              | Oui                              | Oui                              | Oui                              | Oui                              | Oui                              | Oui                              | Oui                              | Oui                              | Non                              | Non                              | Oui                              | Oui                              | Oui                              | Oui                              | Oui                              | Oui                              |

### Article 1
L'article premier modifie l'article 9 de la Constitution concernant le statut des magistrats. Ils doivent désormais prendre des décisions « impartiales »,.

### Article 2
L'article 2 modifie l'article 75 de la Constitution concernant les députés de la Grande Assemblée nationale de Turquie. Leur nombre est porté de 550 à 600. L'âge de l'éligibilité est abaissé de 25 à 18 ans et les hommes ne sont éligibles qu'après avoir accompli leur service militaire. La durée du mandat de député est porté de 4 à 5 ans, les élections législatives et présidentielles seront tenues simultanément.

### Article 3
L'article 3 modifie l'article 76 de la Constitution. L'âge minimum des députés éligibles est porté de vingt-cinq à dix-huit ans, les hommes doivent avoir préalablement réalisé leur service militaire,.

### Article 4
L'article 4 modifie l'article 77 de la Constitution. La durée du mandat des députés est porté de quatre à cinq ans, aligné sur celui du président de la République et leur élection se tient le même jour,.

### Article 5
L'article 5 modifie l'article 87 de la Constitution. Il redéfinit le rôle de la Grande Assemblée nationale de Turquie,.

### Présidence de la République
L'élection du président de la République se tient en même temps que celle des députés de la Grande Assemblée nationale de Turquie. Tandis que le poste de Premier ministre de Turquie est supprimé et que le président de la République devient aussi chef du gouvernement, un poste de vice-président de la république de Turquie est institué.

### Système judiciaire
Les tribunaux militaires sont dissous.

## Analyses

### Soutiens
Le Parti de la justice et du développement (AKP) est le principal défenseur de la réforme. Le Premier ministre Binali Yıldırım déclare en octobre 2016 qu'un « système fondé sur une volonté politique solide et à même d'instaurer une stabilité durable, est indispensable à la Turquie ». Concernant la suppression, de fait, de sa fonction, il déclare le 10 janvier 2017 que « deux capitaines font couler un bateau ». Le ministre de la Justice Bekir Bozdağ déclare en janvier 2017 que ce « qui est visé essentiellement c’est de séparer entièrement les pouvoirs exécutif et législatif et leur relocalisation de façon indépendante l’un de l’autre ».

### Oppositions
La présidentialisation du régime turc est considérée comme autoritaire par plusieurs organisations non gouvernementales,. Parmi les partis d'opposition parlementaire, le Parti républicain du peuple (CHP, centre-gauche) et le Parti démocratique des peuples (HDP, gauche) sont opposés au projet, alors que le Parti d'action nationaliste (MHP, extrême-droite) a fini par le soutenir après négociation.
L'Union des barreaux de Turquie estime que la réforme « détruit la séparation des pouvoirs ».

## Conséquences
Après l'adoption de l'amendement, des personnalités de l'opposition des Parti républicain du peuple (CHP, social-démocrate nationaliste), Parti démocratique des peuples (HDP, gauche de défense des minorités), Parti du travail (EMEP, gauche radicale), Parti de la liberté et de la solidarité (ÖDP, gauche radicale) et des Maisons du peuple appellent à un « front du non » pour le référendum prévu le 16 avril 2017,. Le secrétaire général du Parti républicain du peuple Kemal Kılıçdaroğlu fait savoir immédiatement après l'adoption du dix-huitième et dernier article qu'il fera saisir la Cour constitutionnelle pour obtenir l'invalidation de l'amendement.